# Еск
Еск е река във Великобритания.
Намира се в северозападната част на Англия. Извира от склоновете на планината Скафел. Тече през графство Къмбрия в южна и след това западна посока. Влива се в Ирландско море при Рейвънглас. Притоци са Лингков-Бек и Харднот-Бек. На брега на реката се издигат руините на римската крепост Медиобогдум.

## Етимология
Според The Origins Of English Place Names името на реката идва от британската дума Iska, която означава „гъмжи от риба“. Думата е сродна със съвременната уелска дума Pysg (риба). Произходът на името на тази река е подобен на произхода на името на други реки като Екс и Аск, но името варира в различните региони.

## Риболов
Реката е подходяща за риболов на пъстърва и сьомга. Много от местата за риболов са собственост на частни лица. Хю Фолкус, британски писател, е живял в долината на реката и я споменава в книгите и филмите си.